# Microphis
Microphis es un género de peces gasterosteiformes de la familia Syngnathidae.

## Especies
Se reconocen las siguientes especies:
- Microphis argulus
- Microphis brachyurus
- Microphis brevidorsalis
- Microphis caudocarinatus
- Microphis cruentus
- Microphis cuncalus
- Microphis deocata
- Microphis dunckeri
- Microphis fluviatilis
- Microphis insularis
- Microphis jagorii
- Microphis leiaspis
- Microphis manadensis
- Microphis mento
- Microphis ocellatus
- Microphis pleurostictus
- Microphis retzii
- Microphis spinachioides